# Oxynetra
Genre
Oxynetra est un genre de lépidoptères de la famille des Hesperiidae, de la sous-famille des Pyrginae et de la tribu des Pyrrhopygini.

## Dénomination
Le genre Oxynetra a été nommé par Cajetan Freiherr von Felder et Rudolf Felder en 1862.

## Liste des espèces
- Oxynetra confusa Staudinger, 1888; présent en Argentine et au Pérou.
- Oxynetra hopfferi Staudinger, [1888]; présent à Panama.
- Oxynetra semihyalina C. & R. Felder, 1862; présent au Pérou[1].